# Liste der Monuments historiques in Clesles
Die Liste der Monuments historiques in Clesles führt die Monuments historiques in der französischen Gemeinde Clesles auf.

## Liste der Objekte
| Bezeichnung                       | Beschreibung                                              | Standort                                      | Kennzeichnung | Schutzstatus | Datum | Bild |
| --------------------------------- | --------------------------------------------------------- | --------------------------------------------- | ------------- | ------------ | ----- | ---- |
| Chororgel                         | Haupteintrag für PM51001783                               | in der Kirche St-Sulpice-et-St-Antoine (Lage) | PM51001782    | Inscrit      | 2002  |      |
| Instrumentalteil der Chororgel    | 1868 von Aristide Cavaillé-Coll gebaut                    | in der Kirche St-Sulpice-et-St-Antoine (Lage) | PM51001783    | Inscrit      | 2002  |      |
| Kirchenbänke                      | Holz, 19. Jahrhundert                                     | in der Kirche St-Sulpice-et-St-Antoine (Lage) | PM51003146    | Inscrit      | 1982  |      |
| Pietà                             | Stein, zweite Hälfte des 16. Jahrhunderts                 | in der Kirche St-Sulpice-et-St-Antoine (Lage) | PM51000295    | Classé       | 1948  |      |
| Skulptur Heiliger Antonius        | Holz, 17. Jahrhundert                                     | in der Kirche St-Sulpice-et-St-Antoine (Lage) | PM51003141    | Inscrit      | 1982  |      |
| Skulptur Paulus                   | Holz, 17. Jahrhundert                                     | in der Kirche St-Sulpice-et-St-Antoine (Lage) | PM51003143    | Inscrit      | 1982  |      |
| Skulptur Christus in der Rast     | Holz, 16. Jahrhundert                                     | in der Kirche St-Sulpice-et-St-Antoine (Lage) | PM51003140    | Inscrit      | 1982  |      |
| Wandvertäfelung des Chorraums     | Holz, 18. Jahrhundert                                     | in der Kirche St-Sulpice-et-St-Antoine (Lage) | PM51003739    | Inscrit      | 1973  |      |
| Skulptur eines Bischofs           | Holz, 18. Jahrhundert                                     | in der Kirche St-Sulpice-et-St-Antoine (Lage) | PM51003142    | Inscrit      | 1982  |      |
| Josefsaltar                       | Altartisch, Tabernakel und Retabel; Holz, 18. Jahrhundert | in der Kirche St-Sulpice-et-St-Antoine (Lage) | PM51003145    | Inscrit      | 1982  |      |
| Skulptur Heiliger Nikolaus        | Holz, 16. Jahrhundert                                     | in der Kirche St-Sulpice-et-St-Antoine (Lage) | PM51000296    | Classé       | 1958  |      |
| Grabstein für ein adliges Ehepaar | Stein, Marmor, 16. Jahrhundert                            | in der Kirche St-Sulpice-et-St-Antoine (Lage) | PM51003147    | Inscrit      | 1982  |      |
| Marienaltar                       | Altartisch, Tabernakel und Retabel; Holz, 18. Jahrhundert | in der Kirche St-Sulpice-et-St-Antoine (Lage) | PM51003144    | Inscrit      | 1982  |      |
| Skulptur Madonna mit Kind         | Stein, Anfang des 15. Jahrhunderts                        | im ehemaligen Pfarrgarten                     | PM51000297    | Classé       | 1929  |      |